# Сент-Джордж (Доминика)
Сент-Джордж (англ. Saint George) — один из 10 приходов Доминики.
Граничит с приходом Сент-Пол и частью реки Боэри (на севере), приходами Сент-Дэвид и Сент-Патрик (на востоке), Сент-Люк (на юге). Площадь прихода 56,1 км². Население 20 211 человек.

## Розо
Столица Доминики, Розо, находится в этом приходе. Пригороды Розо:
- Бэт-Эстейт
- Элмсхолл
- Кингс-Хилл
- Коптхолл
- Ньютаун (также Шарлотвиль)
- Касл-Комфорт
- Гудвил
- Поттерсвиль
- Стокферм
- Тэриш-Пит
- Ям-Пьес
- Бель-Вю-Равль
- Фонд-Коле

## Другие населённые пункты
- Бельвю-Шопен
- Эглстон
- Фонд-Кани
- Жиродель
- Лаудат
- Лубьер
- Луисвилл
- Морн-Проспер
- Трафальгар
- Уоттен-Уэвен